# كارولينا إيك
كارولينا إيك (بالألمانية: Carolina Eyck)‏ (و. 1987  م) هي ملحنة، وموسيقية ألمانية، تستخدم آلات ثيرمين.

## روابط خارجية
- كارولينا إيك على موقع ميوزك برينز (الإنجليزية)
- كارولينا إيك على موقع أول ميوزيك (الإنجليزية)
- كارولينا إيك على موقع ديسكوغز (الإنجليزية)